# Kenneth Murray
Kenneth Murray Jr. (Missouri City, 16 novembre 1998) è un giocatore di football americano statunitense che milita nel ruolo di linebacker per i Tennessee Titans della National Football League (NFL).

## Carriera universitaria
Nella sua prima stagione ad Oklahoma nel 2017, Murray partì come titolare in tutte le 14 partite mettendo a segno 78 tackle e un sack venendo premiato come difensore debuttante dell'anno della Big 12 Conference. L'anno seguente partì nuovamente sempre come titolare totalizzando 155 tackle e 4,5 sack. Dopo il suo terzo anno fu inserito nella formazione ideale della Big 12.

## Carriera professionistica

### Los Angeles Chargers
Murray fu scelto nel corso del primo giro (23º assoluto) del Draft NFL 2020 dai Los Angeles Chargers. Debuttò come professionista nella gara del primo turno contro i Cincinnati Bengals mettendo a segno 8 tackle. A fine stagione fu inserito nella formazione ideale dei rookie dalla Pro Football Writers Association dopo avere fatto registrare 107 tackle e un sack, disputando tutte le 16 partite come titolare.
Nel terzo turno della stagione 2023 Murray mise a segno l'intercetto decisivo su Kirk Cousins dei Minnesota Vikings a una manciata di secondi dal termine che permise ai Chargers di cogliere la prima vittoria stagionale.

### Tennessee Titans
Il 14 marzo 2024 Murray firmò un contratto biennale con i Tennessee Titans.

## Palmarès
- PFWA All-Rookie Team - 2020